# Śpiączka afrykańska
Śpiączka afrykańska, trypanosomatoza afrykańska, trypanosomoza afrykańska (ang. sleeping sickness, African trypanosomiasis) – choroba zakaźna, którą wywołuje pasożyt świdrowiec gambijski (Trypanosoma gambiense) oraz świdrowiec rodezyjski (Trypanosoma  rhodesiense) należące do protistów z rodziny świdrowców. Występują w Afryce. Świdrowiec ten przenoszony jest z człowieka chorego lub chorych antylop lub innych chorych ssaków na człowieka zdrowego przez muchę tse-tse. Wprowadzany jest do układu krwionośnego, gdzie się rozmnaża. Następnie przedostaje się do naczyń i  węzłów chłonnych i po upływie 2–3 miesięcy trafia do płynu mózgowo-rdzeniowego, powoduje skrajne wycieńczenie organizmu i sen, który bez leczenia kończy się śmiercią.

## Epidemiologia
Choroba szerzy się w Afryce równikowej w postaci endemicznej i czasami epidemicznej.

## Patogeneza i patofizjologia

Cykl życiowy świdrowca gambijskiego

1. zarażenie następuje drogą krwi przez ukąszenie muchy tse-tse (np. Glossina palpalis) i wpuszczenie do krwi postaci metacyklicznej (inwazyjnej) trypomastigota wiciowca (świdrowca gambijskiego)
2. trypomastigota w postaci metacyklicznej zmieniają się w postać krążącą we krwi i rozprzestrzeniają się w organizmie
3. trypomastigota rozmnażają się na drodze podziału podłużnego w różnych płynach ustrojowych np. krwi, chłonce lub płynie mózgowo-rdzeniowym
4. trypomastigota we krwi (wykrywanie badaniami diagnostycznymi)
5. mucha tse-tse przy ukąszeniu spożywa wraz z krwią trypomastigota
6. w jelicie muchy tse-tse trypomastigota ulegają przekształceniu w postacie procykliczne, które dzielą się przez podział podłużny
7. postacie procykliczne trypomastigota, przechodzą poza jelito i ulegają przekształceniu w epimastigota
8. epimastigota dzielą się w gruczołach ślinowych i przekształcają się w postać metacykliczną

Etapy 1–4 odbywają się w ciele człowieka, etapy 5–8 w organizmie muchy tse-tse.

## Objawy i przebieg

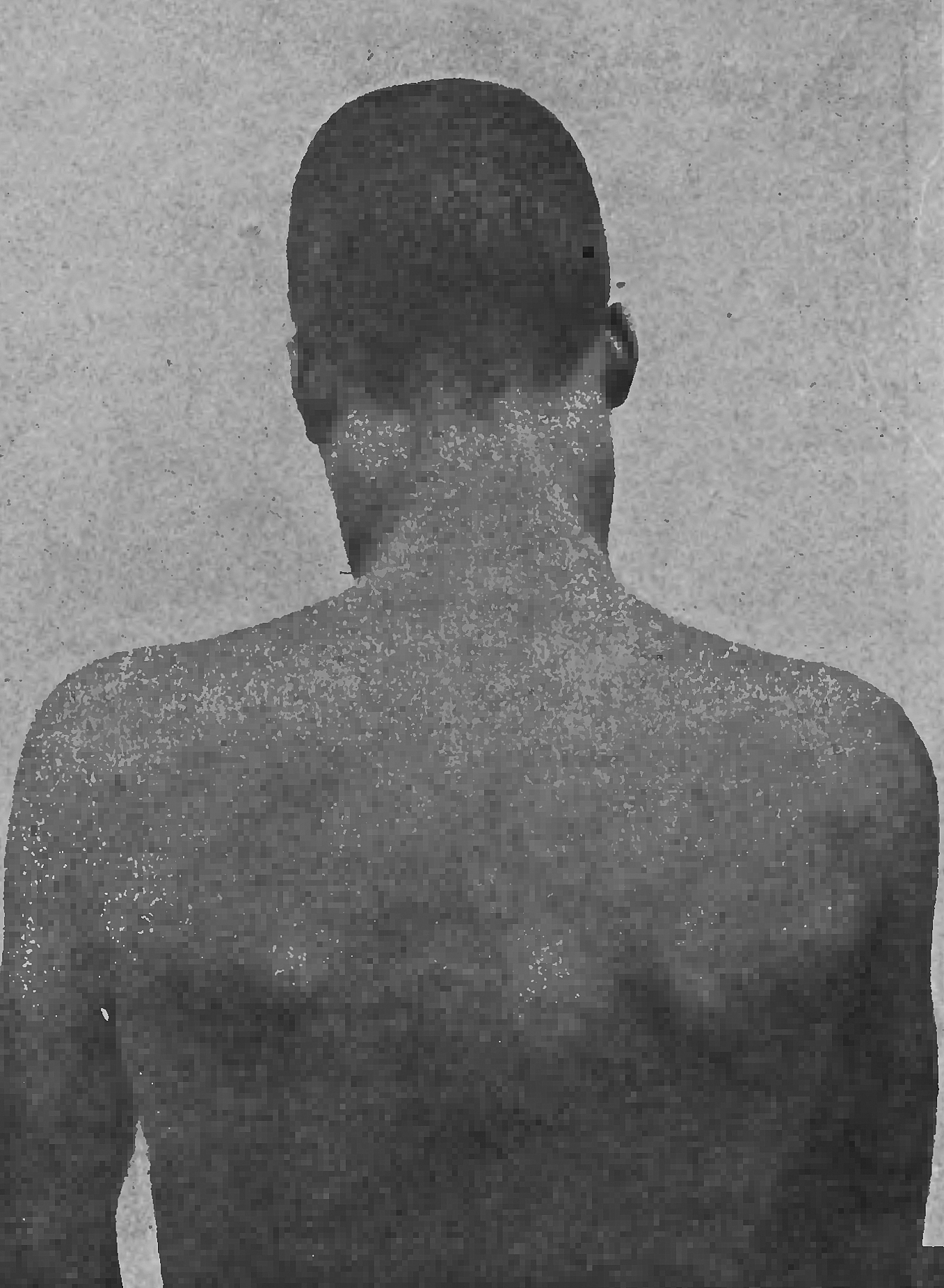
Chory na śpiączkę afrykańską w 1909

W przebiegu śpiączki afrykańskiej stwierdza się trzy fazy choroby:
- miejscową,
- uogólnioną, charakteryzującą się gorączką i powiększeniem węzłów chłonnych,
- neurologiczną, w której choroba opanowuje układ nerwowy i może spowodować zapalenie opon mózgowo-rdzeniowych i rdzenia kręgowego, wyniszczenie, śpiączkę i śmierć.

Śpiączka wywoływana przez T. rhodesiense i T. gambiense różnią się między sobą pod względem objawów i przebiegu klinicznego.
Śpiączka „rodezyjska” wywołuje ostre lub podostre
zapalenie mózgu. A najczęstsze objawy to: 
- gorączka
- niezbyt znaczne powiększenie węzłów chłonnych
- i zmiany w ośrodkowym układzie nerwowym, pojawiające się we wczesnym stadium choroby

Bez leczenia do zgonu dochodzi w ciągu kilku tygodni lub miesięcy, rzadziej do ok. 3 lat.
Śpiączka „gambijska” wywołuje wolno postępujące zapalenie mózgu, a najczęstszy objaw to
powiększenie węzłów chłonnych (objaw Winterbottoma – powiększenie węzłów karkowych).
Bez leczenia do zgonu dochodzi po wielu miesiącach lub latach.
W miejscu ukąszenia owada i zakażenia pasożytem powstaje guzek zapalny (chancre), który jest bolesny i zwykle ulega owrzodzeniu.
W ciągu 1–2 tygodni guzek ustępuje.
Następnie występuje cykliczna parazytemia z cyklicznie pojawiająca się gorączką, która trwa 1–2 dni.
Przy zakażeniach świdrowcem T. gambiense początek objawów może być latentny.
W późniejszej fazie zakażenia mogą wystąpić:
- uszkodzenie mięśnia sercowego
- bóle głowy
- zaburzenia świadomości
- zaburzenia motoryczne
- objawy pozapiramidowe (sztywność mięśni)
- ataksja
- drgawki
- zaburzenia faz snu i czuwania
- „śpiączka afrykańska” – senność w ciągu dnia u > 60% chorych i bezsenność w nocy < 10%
- zaburzenia zachowania i osobowości
- drażliwość
- objawy psychotyczne

Pod koniec przebiegu choroby stupor przechodzi w śpiączkę.
Bez leczenia śmiertelność praktycznie równa się 100%.

## Rozpoznanie

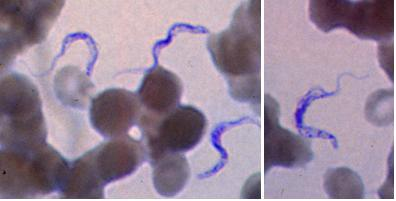
Świdrowce w rozmazie krwi barwionym metodą Giemsy u pacjenta ze śpiączką afrykańską.

Rozpoznanie choroby stawiane jest po stwierdzeniu obecności pasożyta w badaniu mikroskopowym rozmazu krwi, osadu płynu mózgowo-rdzeniowego, bioptatu szankra lub węzła chłonnego. Świdrowce wykrywa się na podstawie badania serologicznego (lateksowe testy aglutynacji, metody immunofluorescencyjne, ELISA).

## Leczenie
| Lek         | Dawkowanie |
| ----------- | --- |
| Pentamidyna | 4 mg/kg i.m. codziennie albo co drugi dzień, 7–10 iniekcji                                                          |
| Suramina    | 1. dnia dawka próbna 4–5 mg/kg, 3., 10., 17., 24. i 31. dnia dawki 20 mg/kg, maksymalna dawka 1 g w jednej iniekcji |

| Lek         | Dawkowanie |
| ----------- | --- |
| Melarsoprol | 1. dnia dawka 1–2 mg/kg, 2. dnia 2–4 mg/kg, 3. i 4. dnia 3–6 mg/kg. Cykl powtórzyć 2 albo 3 razy z 7–10 dniowymi okresami przerwy. Według nowego wzorca dawkowania – 10 dni dawki 2 mg/kg |
| Eflornityna | 100 mg/kg z 6-godzinnymi przerwami przez 14 dni |

Lekiem stosowanym w późnej, neurologicznej fazie choroby jest głównie melarsoprol, będący toksycznym związkiem arsenu, powodującym śmierć 1–5% leczonych nim pacjentów.

## Profilaktyka
Aby ustrzec się przed tą chorobą należy podczas podróży po Afryce nosić odpowiednią odzież, używać moskitiery podczas snu. Najważniejsze jest wczesne wykrycie i odizolowanie chorych, aby nie doprowadzić do epidemii.

## Występowanie choroby
Choroba występuje regularnie w regionach Afryki Subsaharyjskiej, gdzie zagrożona nią populacja sięga około 70 milionów osób w 36 krajach. W 2010 choroba przyniosła śmierć 9 000 osób, co stanowi spadek w stosunku do roku 1990, kiedy śmiertelnych przypadków było 34 000. Szacuje się, że obecnie zainfekowanych jest 30 000 osób, w tym do 7 000 nowych infekcji doszło w 2012.
Ponad 80% tych przypadków ma miejsce w Demokratycznej Republice Konga. Trzy największe wybuchy epidemii miały miejsce w ostatnich dwóch stuleciach: jeden w latach 1896-1906, głównie na terenie Ugandy i Niecki Konga, oraz dwa w okresie od 1920 do 1970 roku, pokrywając zasięgiem kilka krajów afrykańskich. Chorobę mogą przenosić, jak również na nią zapadać niektóre zwierzęta, w szczególności narażone są krowy.

## Klasyfikacja ICD10
| kod ICD10     | nazwa choroby                          |
| ------------- | -------------------------------------- |
| ICD-10: B56   | Trypanosomoza afrykańska               |
| ICD-10: B56.0 | Trypanosomoza gambijska                |
| ICD-10: B56.1 | Trypanosomoza rodezyjska               |
| ICD-10: B56.9 | Trypanosomoza afrykańska, nieokreślona |